# 1002
1002（千二、せんに）は自然数、また整数において、1001の次で1003の前の数である。

## 性質
- 1002は合成数であり、約数は 1, 2, 3, 6, 167, 334, 501, 1002 である。
  - 約数の和は2016。
    - 247番目の過剰数である。1つ前は1000、次は1008。
- 137番目の楔数である。1つ前は1001、次は1005。
  - 楔数がハーシャッド数になる31番目の数である。1つ前は935、次は1010。
- 214番目のハーシャッド数である。1つ前は1000、次は1008。
  - 3を基としたとき11番目のハーシャッド数である。1つ前は300、次は1011。
- 各位の和が3になる11番目の数である。1つ前は300、次は1011。
- 各位の立方和が平方数になる48番目の数である。1つ前は1000、次は1020。(オンライン整数列大辞典の数列 A197039)
- 1002 = 42 + 52 + 312 = 42 + 192 + 252 = 72 + 132 + 282 = 112 + 162 + 252
  - 3つの平方数の和4通りで表せる122番目の数である。1つ前は996、次は1004。(オンライン整数列大辞典の数列 A025324)
  - 異なる3つの平方数の和4通りで表せる103番目の数である。1つ前は995、次は1005。(オンライン整数列大辞典の数列 A025342)
- 1002 = 13 + 13 + 103
  - 3つの正の数の立方数の和1通りで表せる126番目の数である。1つ前は980、次は1016。(オンライン整数列大辞典の数列 A025395)
- n = 1002 のとき n と n − 1 を並べた数を作ると素数になる。n と n − 1 を並べた数が素数になる110番目の数である。1つ前は1000、次は1030。(オンライン整数列大辞典の数列 A054211)
- n = 1002 のとき n と n + 1 を並べた数を作ると素数になる。n と n + 1 を並べた数が素数になる118番目の数である。1つ前は962、次は1016。(オンライン整数列大辞典の数列 A030457)
  - n = 1002 のとき n と n − 1 および n と n + 1 を並べた数が素数になる21番目の数である。1つ前は882、次は1140。(オンライン整数列大辞典の数列 A068700)
例．10021001 と 10021003 は素数。またこの2つの素数は双子素数である。

## その他 1002 に関連すること
- バッハ作曲、無伴奏ヴァイオリンのためのパルティータ第1番ロ短調のBWV番号。
- ノストラダムスのアンリ二世への手紙の中に「ヨエル書の1002の予言の一つが成就しつつあるということでありましょう。」という表現がある。(ノストラダムス大予言原典　たま出版発行)
- 日本のプロ野球における投手の通算登板数の最高記録は、岩瀬仁紀の1002登板。